# Рудник Порфірі
Рудник Порфірі (Porphyry) – гірничодобувний майданчик на заході Австралії.
Золоторудне родовище Порфірі виявили ще у 1933 році та ввели в розробку у тому ж десятилітті. Втім, роботи велись епізодично та завершились наприкінці 1940-х років.
В 1984-му розробку Порфірі почало спільне підприємство компаній Pioneer Concrete Services Limited та Poseidon Limited. Роботи почали відкритим способом і до кінця 1986-го таким чином вилучили 0,8 млн тонн руди (та 8 млн тонн розкривних порід). Далі перейшли до підземної розробки за допомогою штолень, закладених з кар’єру, при цьому потужність належної до копальні фабрики з вилучення золота збільшили до 240 тисяч тонн руди на рік. Є відомості, що унаслідок реалізції цього проекту накопичений історичний видобуток з Порфілі досягнув 1,33 млн тонн руди та 4,5 тонн золота.
Станом на кінець 2000-х років права на Порфірі мала компанія Saracen Mineral Holdings, яка оцінила залишкові ресурси категорії виміряні у 1,5 млн тонн руди та 2,6 тонни золота. Навесні 2010-го вона почала розробку Порфірі (як відкритим, так і закритим методом), при цьому відомо, що за перші два місяці вилучили 0,37 млн тонн руди та 0,6 тонни золота. В першому кварталі 2011-го ввели в межах проекту ввели в дію кар’єр на покладі-сателіті Ентерпрайз, який знаходився за 4 кілометра на схід від Порфірі. В цей період руду відправляли для переробки на розташовану за півсотні кілометрів фабрику з вилучення золота копальні Карус-Дам.
В жовтні 2022-го компанія Northern Star Mining Services (що утворилась унаслідок злиття Northern Star Resources та Saracen Mineral Holdings) відновила розробку Порфірі підземним методом, при цьому першу продукцію отримали у вересні 2023-го.